# Josh Soares
Josh Soares, född 6 februari 1982 är en kanadensisk (med italienskt pass) professionell ishockeyspelare. Han värvades 2010 till Växjö Lakers, som då spelade i den näst högsta ligan i det svenska seriesystemet, nämligen Hockeyallsvenskan. Säsongen innan han skrev på för Växjö Lakers spelade han i den tyska högstadivisionen, DEL i laget Kassel Huskies.
Soares var säsongen 2010/2011 delaktig till att avancera med Växjö Lakers till Elitserien i ishockey.
Han spelar även säsongen 2011/2012 i Växjö Lakers.